# José Lima
José Lima dos Santos, mais conhecido como José Lima ou J. Lima (Distrito de Altamira - Conde, Bahia, 23 de agosto de 1922 - Rio de Janeiro, 27 de fevereiro de 1987) foi um pintor brasileiro. Ele é considerado um dos maiores expoentes da pintura sacra no Brasil, em especial, no gênero de interiores de igreja.

## Biografia
José Lima foi o terceiro de oito filhos de uma tradicional família católica. Desde cedo já demonstrava aptidões artísticas. Criança "cheia de artes", fazia desenhos com carvão nas paredes de casa, motivo pelo qual era frequentemente castigado pelos pais.
Em 1934, aos doze anos, foi levado para o Seminário Seráfico de Esplanada onde teve oportunidade de aprimorar suas habilidades artísticas.
Não tendo vocação para a vida religiosa, deixou o direito Canônico e a liturgia e foi estudar na Escola de Belas Artes da Bahia com o renomado Mestre Presciliano Silva. Após, foi para a Itália, onde permaneceu por três anos e continuou seus estudos com os mestres Tito Ridolfi e Aldo Mezzedini.
Voltando ao Brasil, permaneceu alguns anos em Salvador, mudou-se para Recife e posteriormente para o Rio de Janeiro, onde radicou-se.

## "A Bahia é meu berço, o Rio meu trabalho e Sergipe meu lar"
Mesmo fixando residência no Rio de Janeiro, Lima visitava frequentemente o Nordeste, tanto pelos vínculos familiares quanto pelas inspirações para seus quadros. O pintor expressava sua particular afeição ao Estado de Sergipe, onde residia a maioria dos seus irmãos e sobrinhos.
Em Estância/SE decorou a capela-mor da Catedral Diocesana de Nossa Senhora de Guadalupe e a Capela do Asilo Santo Antônio, mantendo por algum tempo um ateliê na cidade, em que produziu trabalhos inspirados nas antigas igrejas daquele Estado.

## Decoração de Igreja
J. Lima era conhecido como o "Pintor das Igrejas" pelos belos quadros que produzia, mas principalmente, pela decoração das paredes e tetos de diversas igrejas pelo Brasil, a exemplo:
- Catedral de Nossa Senhora das Vitórias (Vitória da Conquista/BA)
- Igreja de Nossa Senhora da Conceição (Distrito de Altamira - Conde/BA)
- Catedral de Nossa Senhora da Guia (Patos/PB)
- Basílica do Sagrado Coração de Jesus (Recife/PE)
- Igreja de São Januário e Santo Agostinho (Rio de Janeiro/RJ)
- Catedral de Nossa Senhora de Guadalupe (Estância/SE)

## Análise da Obra
"A eloquência sensitiva da pintura de Lima
As realizações artísticas de José Lima são, portanto, autênticas obras-primas, dignas de um pintor que a Bahia ora presenteia ao Brasil. A respeito do artista, qualquer desapaixonada análise crítica, ao sopesar o revestimento técnico e a sensibilidade artística de suas criações deverá considerá-lo como um dos mais lídimos interprete da Arte Sacra no País, porque, como se sabe: é dentro da rigorosidade analítica que se estuda tôda função de fatores técnicos e simbólicos da Pintura tendo-se como base a beleza que ela irradia, pois é na apreciação do belo que se reconhece o valor intrínseco de uma Obra de Arte" (Carlos Lima - jornalista)